# Götz Schulze
Götz Schulze (* 8. Oktober 1964 in Karlsruhe; † 30. Oktober 2018 in Potsdam) war ein deutscher Rechtswissenschaftler. Er war seit 2010 Inhaber des Lehrstuhls für Bürgerliches Recht, Europäisches Privatrecht, Internationales Privat- und Verfahrensrecht und Rechtsvergleichung an der Universität Potsdam und seit 2013 Richter im zweiten Hauptamt am Oberlandesgericht Brandenburg.

## Leben
Schulze erhielt 1984 die Allgemeine Hochschulreife am Max-Planck-Gymnasium in Karlsruhe und studierte anschließend bis 1988 Philosophie (Vordiplom) an der Universität Würzburg. Von 1986 bis 1992 studierte er Rechtswissenschaften zunächst an der Universität Würzburg, hiernach an der Universität Lausanne (1988/89) und an der Ruprecht-Karls-Universität Heidelberg; in Heidelberg legte er 1992 das erste juristische Staatsexamen ab. Während seiner Studienzeit war er Mitglied der Wingolfsverbindung Chattia zu Würzburg, Neustifter des Karlsruher Wingolf sowie Mitglied der Valdésia Lausannensis. Später trat er aus allen drei Verbindungen aus. 1988 wurde er Mitglied der Studentenverbindung Germania Lausanne.
Von 1992 bis 1994 war er wissenschaftlicher Assistent am Lehrstuhl für deutsches Recht in Lausanne bei Fritz Sturm. 1997 legte er das Assessorexamen in Stuttgart nach dem Referendariat am Kammergericht Berlin und am Landgericht Waldshut-Tiengen ab und wurde im gleichen Jahr von der Ruprechts-Karls-Universität zum Dr. iur. promoviert. Anschließend war er von 1998 bis 2003 Assistent am Institut für ausländisches und internationales Privat- und Wirtschaftsrecht der Universität Heidelberg bei Erik Jayme. Außeruniversitär war ein zugleich von 1997 bis 2001 Anwaltlicher Mitarbeiter bei den Rechtsanwälten am Bundesgerichtshof Rudolf Nirk und Norbert Gross sowie von 2001 bis 2010 Rechtsanwalt der Sozietät Bartsch & Partner in Karlsruhe.
Nach seiner Habilitation in Heidelberg 2007 übernahm er zunächst Lehrstuhlvertretungen in Heidelberg, Köln und Lausanne. Nachdem er 2008 zunächst an den Lehrstuhl für deutsches Recht (chaire de droit allemand) an der Universität Lausanne berufen worden war, erhielt er 2010 einen Ruf an die Universität Potsdam an den Lehrstuhl für Bürgerliches Recht, Europäisches Privatrecht, Internationales Privat- und Verfahrensrecht und Rechtsvergleichung. 2015 hielt er den Cours d’été à l’Académie de la Haye (Droit international privé – droit du sport). Er war beteiligt am Forschungsnetzwerk Convergence des Droits - Differenzierte Integration (Heidelberg, Nancy (Lorraine), Potsdam, Basel) sowie am Reseau international de recherche et d’études doctorales en Droit (Potsdam, Paris-Nanterre, Mauritius).
Götz Schulze starb 2018 unerwartet im Alter von nur 54 Jahren. Schulze war verheiratet und hinterlässt vier Kinder. Er war u. a. Mitglied der Zivilrechtslehrervereinigung, der Zivilprozessrechtslehrervereinigung, der Gesellschaft für Rechtsvergleichung – Deutsche Landesgruppe, der Association Henri Capitant des amis de la culture juridique française – Allemagne e. V., der Deutschen Gesellschaft für Völkerrecht (DGVR), der Association Suisse du Droit du Sport (ASDS) und Gründungsmitglied der Akademie für Deutsch-Türkisches Recht e. V. Frankfurt a. M. Zudem engagierte er sich im Vorstand des SV Babelsberg 03, war Gründungsmitglied der Flüchtlingshilfe Babelsberg und in der CDU Potsdam aktiv.

## Veröffentlichungen (Auswahl)
- Die Naturalobligation – Rechtsfigur und Instrument des Rechtsverkehrs einst und heute. Zugleich Grundlegung einer Forderungslehre im Zivilrecht. (Habilitation, Heidelberg 2008).
- Bedürfnis und Leistungsfähigkeit im Internationalen Unterhaltsrecht – Zum Anwendungsbereich von Art. 11 Abs. 2 des Haager Unterhaltsstatutsabkommens (= Art. 18 Abs. 7 EGBGB) und ihrer Bedeutung als narrativer Norm. (Dissertation, Heidelberg 1997).